# Chopine

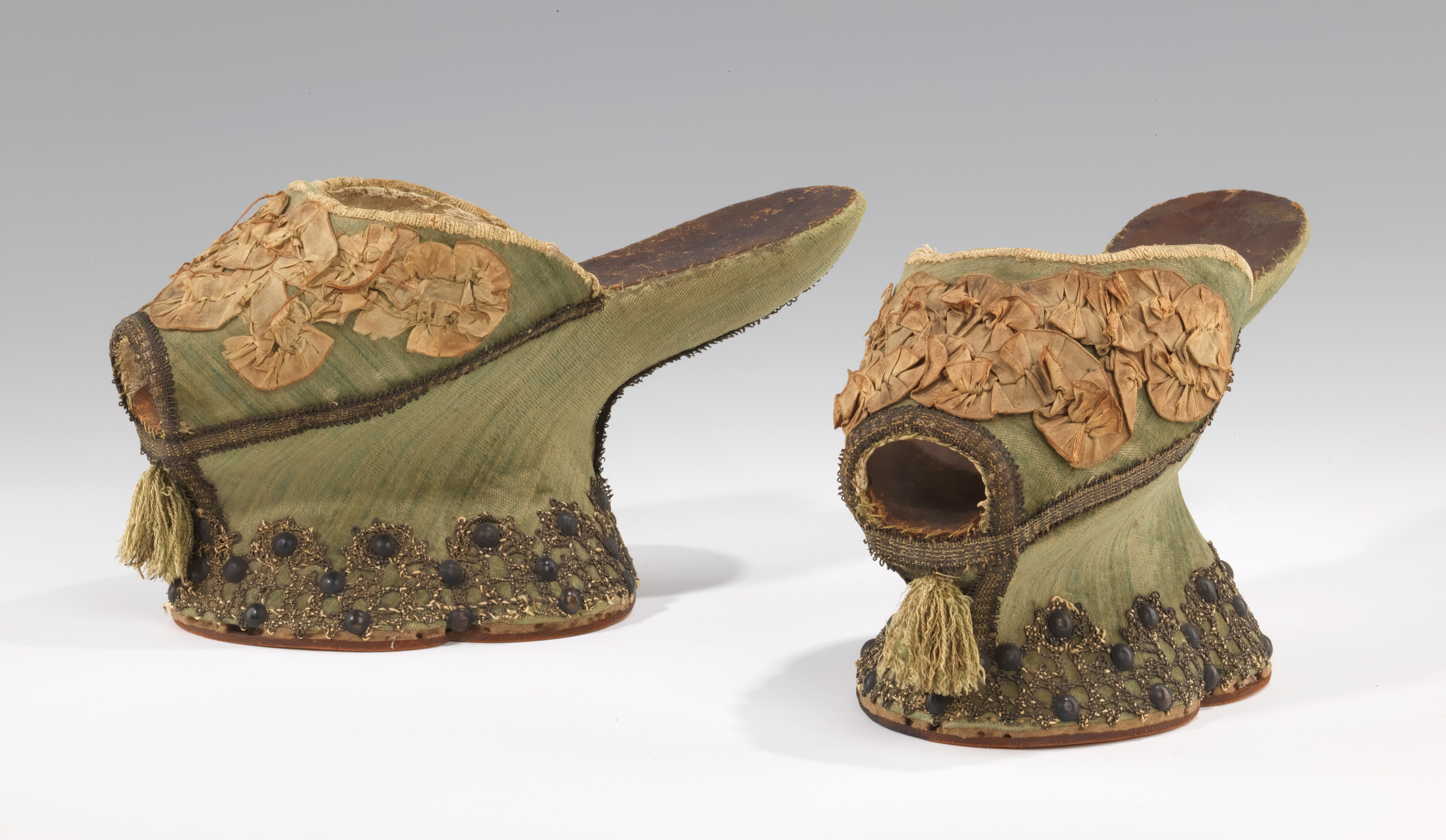
Chopine aus grüner Seide, ca. 1550–1600 (Metropolitan Museum of Art)

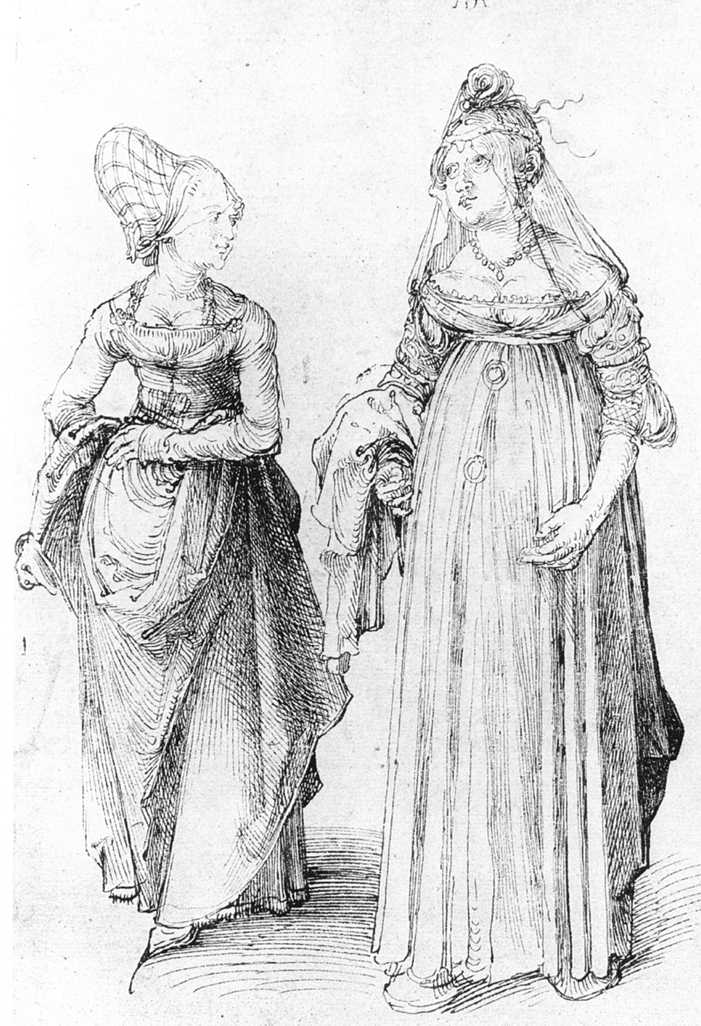
Albrecht Dürer: Eine Nürnbergerin und eine Venezianerin. Die Venezianerin wirkt viel größer wegen ihrer hohen Sockelschuhe

Die Chopine (französisch: la chopine [la ʃɔ.pin], von spanisch: el chapín (Plural: los chapines), von arabisch: chippin = Korkeiche; italienisch: zoccoli, cioppino, chioppino etc.; englisch: chopinos, chapiney, choppins) ist ein historischer Damenschuh mit hoher Plateausohle, der im 15. bis 17. Jahrhundert fast 200 Jahre vor allem in Spanien und Italien in Mode war. Es handelt sich im Grunde um eine spätere Form der bereits in der Antike bekannten Kothurne, wie sie in der Tragödie des römischen Theaters getragen wurden; jedenfalls wird der Begriff Kothurn in der Literatur zum Teil synonym verwendet.

## Geschichte
Chopinen sind seit 1438 in Spanien nachgewiesen. Die Sohle war etwa 10 Zentimeter hoch und bestand aus Kork, mit sehr weichem Ziegenleder überzogen (span. cordobán). Aufgrund der verbreiteten Mode reichten die Korkvorräte des Landes nicht aus. Ähnliche Sockelschuhe (zoccoli) waren auch im 15. und 16. Jahrhundert in Italien bekannt, besonders in Venedig: Dort waren die sich nach unten verbreiternden Sohlen zwischen 25 und 74 Zentimeter hoch. Zur Fortbewegung musste deshalb auf Bedienstete zurückgegriffen werden, die die Damen in diesen Schuhen beim Gehen stützten. 
Der Schaft bestand oft aus Samt, Brokat oder sehr feinem Leder und war hinten offen. Mit dem gleichen Material waren auch die hohen Sohlen auf den sichtbaren Außenseiten überzogen.
In der zweiten Hälfte des 16. Jahrhunderts gehörten Chopinen (oder Kothurne) auch zur in ganz Europa verbreiteten spanischen Hoftracht. Dabei trugen die Damen sie unter dem kegelförmigen starren Reifrock (Vertugadin), um größer und schlanker zu wirken. Die Chopine waren jedoch dabei nicht sichtbar, weil der Rock deutlich länger geschneidert wurde als notwendig. Die untere Körperpartie von den Hüften abwärts wirkte also länger als normal. Die katholische Kirche soll diese Mode begrüßt haben und italienische Geistliche sollen den Trägerinnen hoher Sockelschuhe bereitwillig den Sündenablass gewährt haben, weil diese sich nicht dem 'Laster' vergnüglicher Tänze hingeben konnten (höchstens langsame Schreittänze wie die Pavane waren damit möglich).

Hoher venezianischer Chopino, 16. Jahrhundert (Livrustkammaren, Stockholm)
Chopine, Italien, um 1600 (Schloss Skokloster)
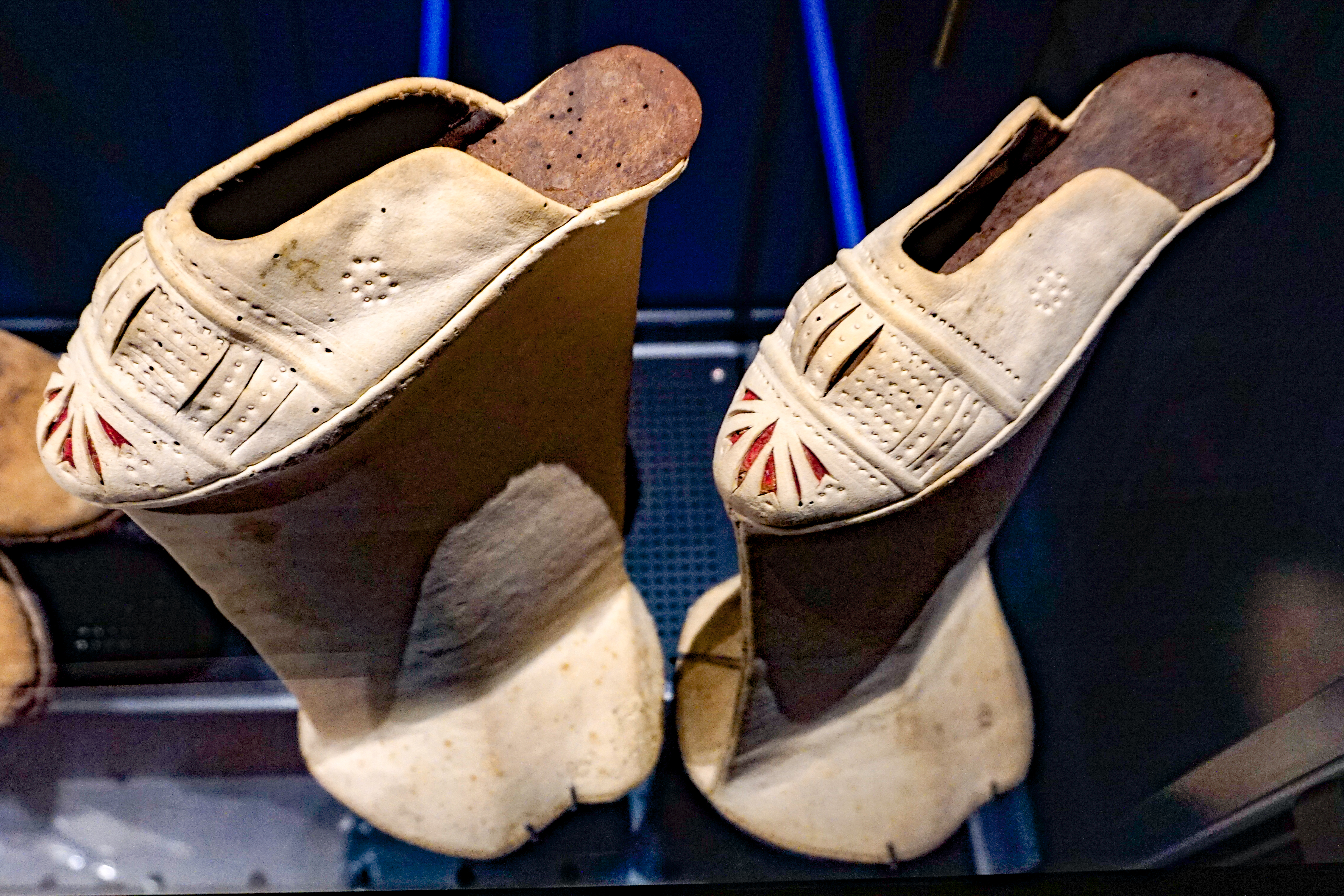
Chopine aus weichem Ziegenleder, Venedig, Ende 16. Jahrhundert (Landesmuseum Württemberg, Kunstkammer)
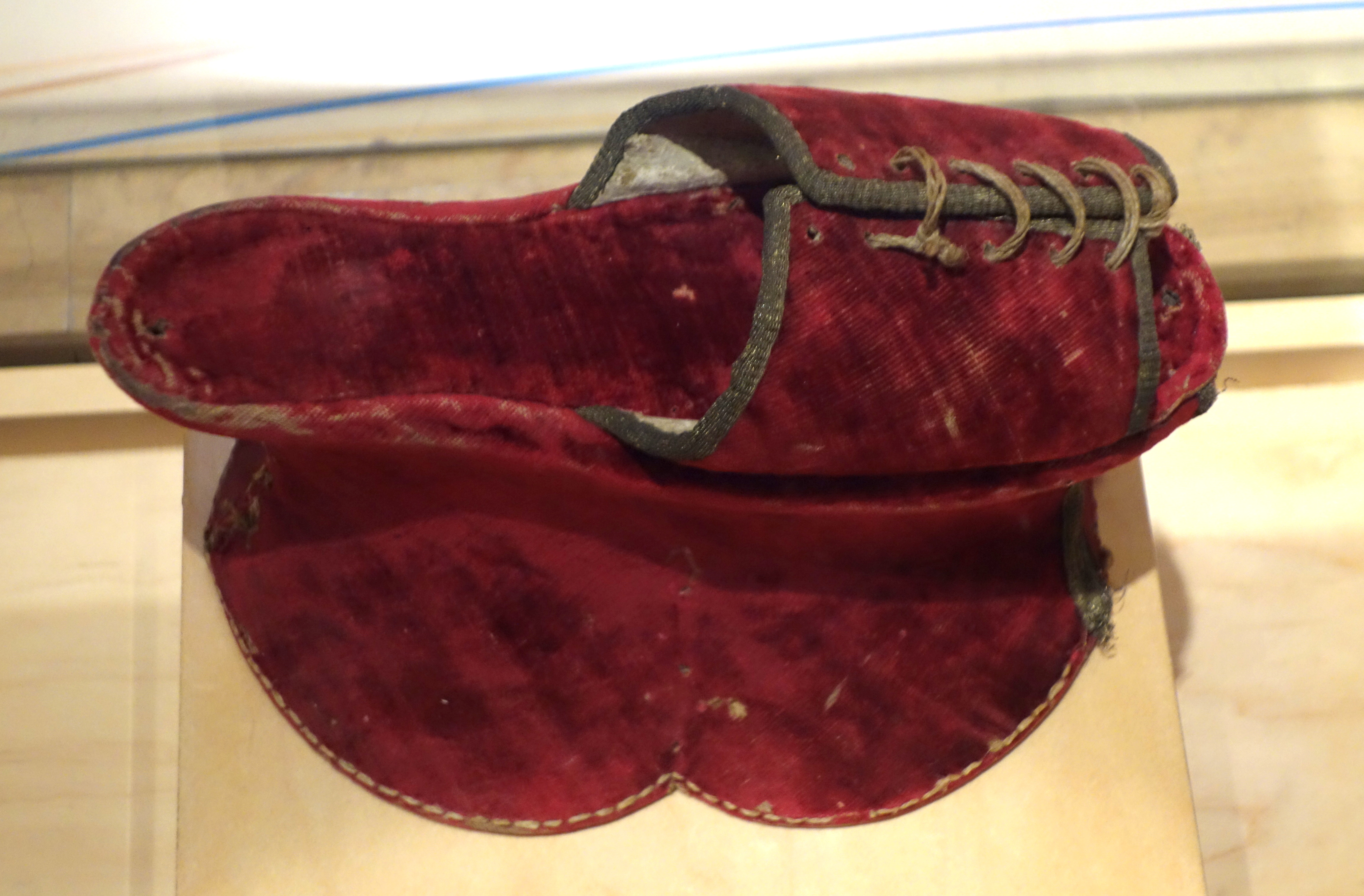
Chopine aus rotem Samt, Italien, 16. Jahrhundert (Bata Shoe Museum, Toronto, Ontario, Kanada)

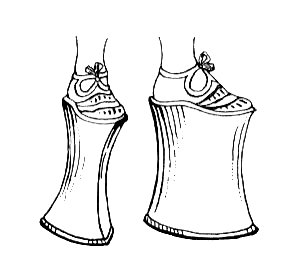
Zeichnung von Chopinen